# Xenostrobus pulex
Xenostrobus pulex är en musselart som först beskrevs av Jean-Baptiste Lamarck 1819.  Xenostrobus pulex ingår i släktet Xenostrobus och familjen blåmusslor. Inga underarter finns listade i Catalogue of Life.